# Proměnamě
Proměnamě (чеш. Трансформация) — четвёртый студийный альбом чешского автора-исполнителя и певца Томаша Клуса, выпущенный 24 марта 2014 года на собственном лейбле. Он поёт вместе со своей группой Tomáš Klus a jeho cílová skupina.

## Об альбоме
В 2012 году Томаш путешествовал по Индии. Эта тематика повлияла на работу над новым альбомом. Основная тема альбома является личная метаморфоза самого певца. Альбом, записанный в сотрудничестве с его новой группой под названием Cílová skupina, в составе: Иржи Кучеровский, Ян Лстибурек и Петр Шкода. В первую неделю после выпуска альбома, эти экземпляры были доступны только в сети магазинов Bontonland. Альбом дебютировал на первой ступеньке чартов продаж ČNS IFPI TOP50.
В 2015 году в ежегодной музыкальный премии Ceny Anděl 2014, этот альбом победила в номинации как самый продаваемый альбом за 2014 год.

## Список композиций
| №   | Название                            | Длительность |
| --- | ----------------------------------- | ------------ |
| 1.  | «Jsem» (чеш. Я)                     |              |
| 2.  | «První píseň» (чеш. Первая песня)   |              |
| 3.  | «Oblomov»                           |              |
| 4.  | «Amores Perros»                     |              |
| 5.  | «Vločka» (чеш. Чешуйка)             |              |
| 6.  | «Napojen» (чеш. Соединение)         |              |
| 7.  | «Procit» (чеш. Пробудись)           |              |
| 8.  | «Narozeninovál»                     |              |
| 9.  | «Pan Toffel»                        |              |
| 10. | «Nezapomínej» (чеш. Не забудь)      |              |
| 11. | «Žezlo» (чеш. Скипетр)              |              |
| 12. | «Taneční» (чеш. Танцы)              |              |
| 13. | «Žabí král» (чеш. Лягушачий король) |              |
| 14. | «Noe» (чеш. Ной)                    |              |
| 15. | «Napojen II.»                       |              |
| 16. | «Anna»                              |              |